# Coupe d'Union soviétique de football 1974
Navigation
Édition 1973 Édition 1975
La Coupe d'Union soviétique 1974 est la 33e édition de la Coupe d'Union soviétique de football. Elle se déroule entre le 6 mars et le 10 août 1974.
La finale se joue le 10 août 1974 au Stade Lénine de Moscou et voit la victoire du Dinamo Kiev, qui remporte sa quatrième coupe nationale aux dépens du Zaria Vorochilovgrad. Le Dinamo réalise par la suite le doublé en remportant le championnat 1974 quelques mois plus tard.

## Format
Trente-six équipes prennent part à cette édition, soit l'intégralité des participants aux deux premières divisions soviétiques.
Le tournoi se divise en six tours, à l'issue desquels le vainqueur de la compétition est désigné. Les équipes de la première division font leur entrée en lice lors du deuxième tour.
À l'exception de la finale, l'ensemble des confrontations se jouent sur deux manches. En cas d'égalité à l'issue du match retour, la règle des buts marqués à l'extérieur est appliquée. Si elle ne permet pas de départager les deux équipes, la rencontre passe en prolongation avant de s'achever aux tirs au but. Dans le cas de la finale, si les deux équipes sont à égalité même à l'issue de la prolongation, le match est rejoué ultérieurement. Si cette deuxième rencontre ne désigne toujours pas de vainqueur, celui-ci est désigné à l'issue d'une séance de tirs au but.

## Résultats

### Premier tour
Les matchs allers sont joués le 6 mars 1974 tandis que les rencontres retours prennent place le 10 mars 1974.
| Équipe 1                       | Score  | Équipe 2                          | Aller | Retour |
| ------------------------------ | ------ | --------------------------------- | ----- | ------ |
| Pamir Douchanbé (D2)           | 2 - 1  | (D2) Ouralmach Sverdlovsk         | 0 - 0 | 2 - 1  |
| Kouban Krasnodar (D2)          | 1 - 3  | (D2) Spartak Ivano-Frankovsk (uk) | 1 - 1 | 0 - 2  |
| Stroïtel Achkhabad (D2)        | 1 - 2  | (D2) Spartak Naltchik             | 0 - 1 | 1 - 1  |
| Krylia Sovetov Kouïbychev (D2) | 4 - 0  | (D2) Spartak Ordjonikidzé         | 2 - 0 | 0 - 1  |
| Tavria Simferopol (D2)         | 5 - 4  | (D2) Kouzbass Kemerovo            | 2 - 2 | 3 - 2  |
| Zvezda Perm (D2)               | 1 - 4  | (D2) Tekstilchtchik Ivanovo       | 1 - 1 | 0 - 3  |
| Torpedo Koutaïssi (D2)         | 2 - 2E | (D2) Chinnik Iaroslavl            | 2 - 1 | 0 - 1  |

### Seizièmes de finale
Les matchs allers sont joués les 14 et 15 mars 1974 tandis que les rencontres retours prennent place entre le 17 et le 19 mars 1974. Cette phase voit l'entrée en lice des équipes de la première division 1974. La seule exception est le Dinamo Kiev, qui ne fait son entrée qu'au stade des quarts de finale.
| Équipe 1                    | Score  | Équipe 2                          | Aller | Retour   |
| --------------------------- | ------ | --------------------------------- | ----- | -------- |
| Dinamo Minsk (D2)           | 3 - 3E | (D1) Zaria Vorochilovgrad         | 1 - 3 | 2 - 0    |
| CSKA Moscou (D1)            | 2 - 0  | (D2) Spartak Naltchik             | 0 - 0 | 2 - 0    |
| Chinnik Iaroslavl (D2)      | 1 - 2  | (D1) Ararat Erevan                | 0 - 0 | 1 - 2    |
| Metallourg Lipetsk (D2)     | 0 - 1  | (D1) Dinamo Moscou                | 0 - 0 | 0 - 1    |
| Pamir Douchanbé (D2)        | 2 - 4  | (D1) Dinamo Tbilissi              | 1 - 1 | 1 - 3    |
| Tavria Simferopol (D2)      | 2 - 2E | (D1) Kaïrat Alma-Ata              | 2 - 1 | 0 - 1    |
| Dniepr Dniepropetrovsk (D1) | 5 - 1  | (D2) Krylia Sovetov Kouïbychev    | 5 - 0 | 0 - 1    |
| Chakhtior Donetsk (D1)      | 2 - 1  | (D2) Lokomotiv Moscou             | 2 - 1 | 0 - 0    |
| Neftchi Bakou (D2)          | 4 - 2  | (D1) Pakhtakor Tachkent           | 3 - 0 | 1 - 2    |
| Karpaty Lvov (D1)           | 1 - 2  | (D2) SKA Rostov                   | 1 - 0 | 0 - 2 ap |
| Metallourg Zaporojié (D2)   | 0 - 2  | (D1) Torpedo Moscou               | 0 - 0 | 0 - 2    |
| Nistru Kichinev (D1)        | 0 - 3  | (D1) Tchernomorets Odessa         | 0 - 0 | 0 - 3    |
| Zénith Léningrad (D1)       | 3 - 0  | (D2) Spartak Ivano-Frankovsk (uk) | 2 - 0 | 1 - 0    |
| Tekstilchtchik Ivanovo (D2) | 0 - 3  | (D1) Spartak Moscou               | 0 - 1 | 0 - 2    |

### Huitièmes de finale
Les matchs allers sont joués les 5 et 6 avril 1974 tandis que les rencontres retours prennent place le 27 mai 1974.
| Équipe 1                    | Score             | Équipe 2                  | Aller | Retour   |
| --------------------------- | ----------------- | ------------------------- | ----- | -------- |
| Tchernomorets Odessa (D1)   | 1 - 4             | (D1) Dinamo Tbilissi      | 0 - 2 | 1 - 2    |
| Kaïrat Alma-Ata (D1)        | 2 - 7             | (D1) Zaria Vorochilovgrad | 2 - 3 | 0 - 4    |
| Dinamo Moscou (D1)          | 5 - 2             | (D1) Zénith Léningrad     | 3 - 1 | 2 - 1    |
| Ararat Erevan (D1)          | 3 - 1             | (D2) Neftchi Bakou        | 2 - 0 | 1 - 1    |
| Chakhtior Donetsk (D1)      | 4 - 0             | (D1) SKA Rostov           | 2 - 0 | 2 - 0    |
| Torpedo Moscou (D1)         | 0 - 0 (6 - 7 tab) | (D1) Spartak Moscou       | 0 - 0 | 0 - 0 ap |
| Dniepr Dniepropetrovsk (D1) | 2 - 1             | (D1) CSKA Moscou          | 1 - 0 | 1 - 1    |

### Quarts de finale
Les matchs allers sont joués le 15 juin 1974 tandis que les rencontres retours prennent place le 21 juin 1974.
| Équipe 1                    | Score             | Équipe 2                  | Aller | Retour   |
| --------------------------- | ----------------- | ------------------------- | ----- | -------- |
| Dniepr Dniepropetrovsk (D1) | 3 - 5             | (D1) Dinamo Kiev          | 2 - 3 | 1 - 2    |
| Dinamo Tbilissi (D1)        | 2 - 2 (4 - 3 tab) | (D1) Dinamo Moscou        | 2 - 0 | 0 - 2 ap |
| Spartak Moscou (D1)         | 0 - 1             | (D1) Zaria Vorochilovgrad | 0 - 0 | 0 - 1    |
| Ararat Erevan (D1)          | 2 - 4             | (D1) Chakhtior Donetsk    | 2 - 1 | 0 - 3    |

### Demi-finales
Les matchs allers sont joués le 28 juin 1974 tandis que les rencontres retours prennent place le 5 juillet 1974.
| Équipe 1                  | Score  | Équipe 2               | Aller | Retour |
| ------------------------- | ------ | ---------------------- | ----- | ------ |
| Dinamo Kiev (D1)          | 1 - 0  | (D1) Dinamo Tbilissi   | 1 - 0 | 0 - 0  |
| Zaria Vorochilovgrad (D1) | 4E - 4 | (D1) Chakhtior Donetsk | 2 - 1 | 2 - 3  |

### Finale
| Titulaires :      |                       |      |
|                   |                       |      |
|                   | Ievgueni Roudakov     | 119e |
|                   | Leonid Buryak         | 91e  |
|                   | Viktor Matvienko      |      |
|                   | Mikhaïl Fomenko       |      |
|                   | Stefan Reshko         |      |
|                   | Vladimir Trochkine    |      |
|                   | Vladimir Muntian      |      |
|                   | Vladimir Onischenko   |      |
|                   | Viktor Kolotov        |      |
|                   | Vladimir Veremeïev    |      |
|                   | Oleg Blokhine         |      |
|                   |                       |      |
| Remplaçants :     |                       |      |
|                   | Anatoli Chepel (en)   | 91e  |
|                   | Valeri Samokhine (ru) | 119e |
|                   |                       |      |
| Entraîneur :      |                       |      |
| Valeri Lobanovski |                       |      |

| Titulaires :         |                           |      |
|                      |                           |      |
|                      | Aleksandr Tkatchenko (en) |      |
|                      | Nikolaï Pintchouk (en)    |      |
|                      | Vladimir Malyguine (en)   |      |
|                      | Sergueï Kuznetsov (en)    |      |
|                      | Iouri Vassenine (en)      |      |
|                      | Aleksandr Jouravliov (en) |      |
|                      | Viktor Kuznetsov (en)     |      |
|                      | Vladimir Beloussov (ru)   | 65e  |
|                      | Iouri Ieliseïev           | 105e |
|                      | Anatoli Kuksov            |      |
|                      | Viktor Stoultchine (ru)   |      |
|                      |                           |      |
| Remplaçants :        |                           |      |
|                      | Sergueï Andreïev          | 65e  |
|                      | Anatoli Pavlov (ru)       | 105e |
|                      |                           |      |
| Entraîneur :         |                           |      |
| Ievgueni Pestov (ru) |                           |      |

| Titulaires :      |                       |      |
|                   |                       |      |
|                   | Ievgueni Roudakov     | 119e |
|                   | Leonid Buryak         | 91e  |
|                   | Viktor Matvienko      |      |
|                   | Mikhaïl Fomenko       |      |
|                   | Stefan Reshko         |      |
|                   | Vladimir Trochkine    |      |
|                   | Vladimir Muntian      |      |
|                   | Vladimir Onischenko   |      |
|                   | Viktor Kolotov        |      |
|                   | Vladimir Veremeïev    |      |
|                   | Oleg Blokhine         |      |
|                   |                       |      |
| Remplaçants :     |                       |      |
|                   | Anatoli Chepel (en)   | 91e  |
|                   | Valeri Samokhine (ru) | 119e |
|                   |                       |      |
| Entraîneur :      |                       |      |
| Valeri Lobanovski |                       |      |

| Titulaires :         |                           |      |
|                      |                           |      |
|                      | Aleksandr Tkatchenko (en) |      |
|                      | Nikolaï Pintchouk (en)    |      |
|                      | Vladimir Malyguine (en)   |      |
|                      | Sergueï Kuznetsov (en)    |      |
|                      | Iouri Vassenine (en)      |      |
|                      | Aleksandr Jouravliov (en) |      |
|                      | Viktor Kuznetsov (en)     |      |
|                      | Vladimir Beloussov (ru)   | 65e  |
|                      | Iouri Ieliseïev           | 105e |
|                      | Anatoli Kuksov            |      |
|                      | Viktor Stoultchine (ru)   |      |
|                      |                           |      |
| Remplaçants :        |                           |      |
|                      | Sergueï Andreïev          | 65e  |
|                      | Anatoli Pavlov (ru)       | 105e |
|                      |                           |      |
| Entraîneur :         |                           |      |
| Ievgueni Pestov (ru) |                           |      |